# Max Huber (designer)

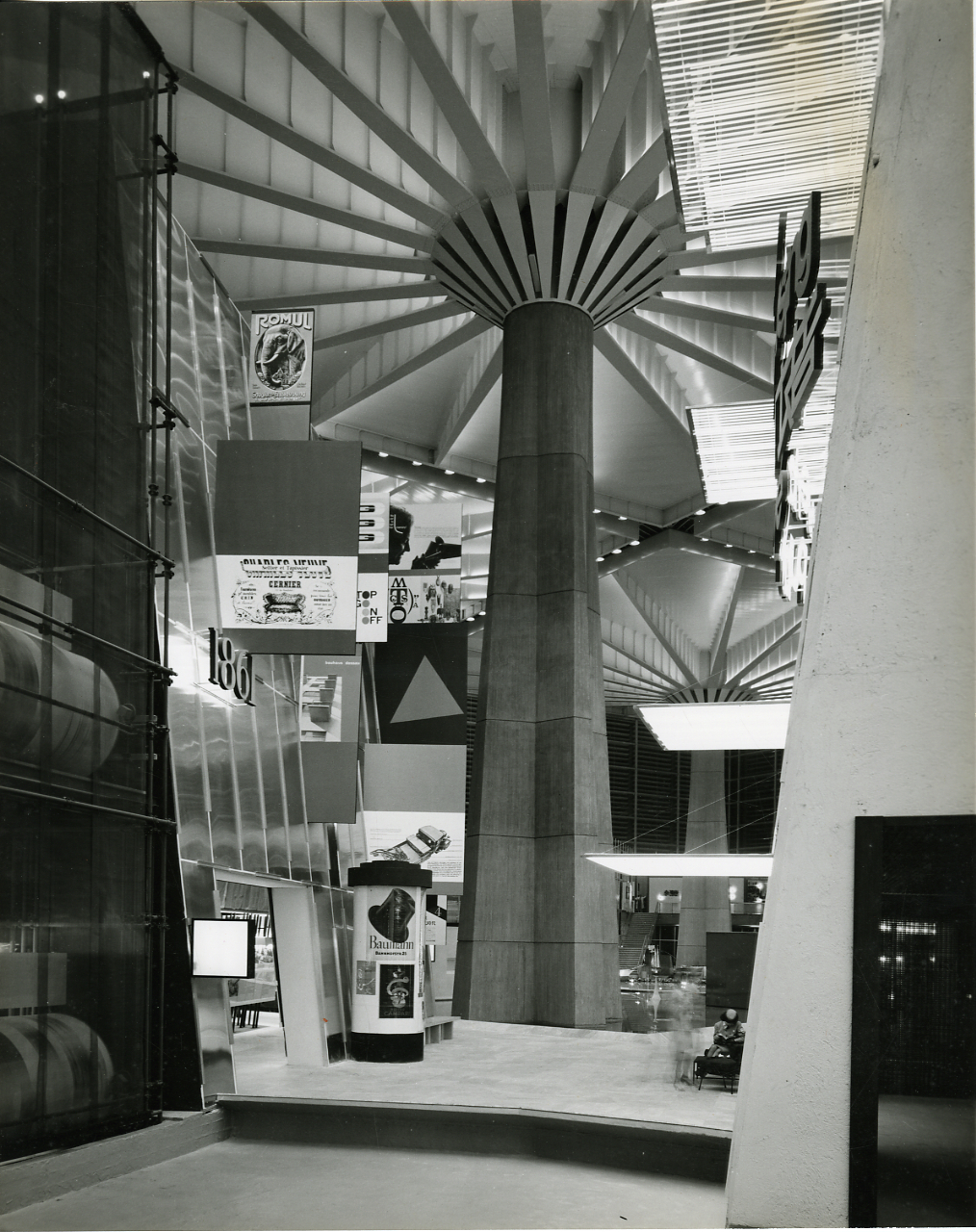
Torino, Expo 1961. Particolari dell'allestimento all'interno del Palazzo del Lavoro di Max Huber per la mostra La pubblicità. Foto di Paolo Monti.

Max Huber (Baar, 5 giugno 1919 – Mendrisio, 16 novembre 1992) è stato un grafico, designer e docente svizzero, la cui attività si è svolta prevalentemente in Italia.

## Biografia
Iniziò come incisore, studiando alla Kunstgewerbeschule di Zurigo, ma subito si indirizzò, grazie ai celebri fotografi svizzeri Werner Bischof e Alfred Willimann, verso una cultura visiva di stampo contemporaneo, influenzata dai movimenti d'avanguardia dell'epoca, tra cui il futurismo russo. 
Nel 1939 venne chiamato a collaborare all'industria grafica Conzett & Huber. Qui incontrò Max Bill e Hans Neuburg.
Nel 1940 si stabilì a Milano, collaborando con la realtà grafica più importante dell'epoca, lo studio Boggeri, studiando contemporaneamente all'Accademia di Brera ed entrando in contatto con designer quali Bruno Munari e Lica e Albe Steiner.
Dopo una parentesi in Svizzera (1941-1945), dove lavorò per la rivista Du e prende parte all’Allianz (artisti d'arte astratta), tornò in Italia e iniziò la collaborazione con Giulio Einaudi, per il quale rinnovò tutta la grafica della sua casa editrice.
Nel 1948 elaborò la grafica della nuova testata economico-finanziaria 24 Ore, il cui direttore Piero Colombi era suo amico personale.
Nel 1950 disegnò marchio e logotipo per La Rinascente.
Con Achille Castiglioni e Erberto Carboni  progettò importanti allestimenti, quali RAI, Eni, Montecatini e varie mostre della radio: la sua attività lo portò a distinguersi anche nel campo editoriale e collabora con importanti aziende quali Legler, Olivetti, Esselunga, Feltrinelli, Istituto Geografico De Agostini..
Fu attivo anche nel campo dell'insegnamento, presso l'Umanitaria di Milano (1959-1962), alla Scuola Politecnica di Design (anni settanta), allo CSIA di Lugano. Fu socio dell'AGI, Alliance Graphique Internationale.
Huber ricevette il premio Compasso d'Oro nel 1954 grazie al progetto Plastica stampata per l'azienda italiana Stabilimenti Ponte Lambro.
Nel 2005 viene inaugurato a Chiasso il MAX, Museo Max Huber, che raccoglie l'eredità del maestro ed è diretto dalla vedova, la giapponese Aoi Kono.

### Il ritmo jazz nelle opere di Huber
Il jazz, passione che Huber coltivò fin da giovane, trova nelle sue opere un terreno di espressione. L’influenza jazz derivò dagli incontri personali che Huber ebbe con Louis Armstrong e Duke Ellington, ma soprattutto dalla sua amicizia con il musicologo Roberto Leydi, storico e critico musicale, uno tra i fondatori dell'etnomusicologia scientifica in Italia. Leydi svolse approfondite ricerche sulla musica popolare, contribuendo alla riscoperta del canto politico e sociale, e ne promosse la diffusione; inoltre fu editore della rivista Jazz Hot, le cui copertine portano i disegni di Max Huber.
Max Huber disegnò diversi progetti di comunicazione per attività che avevano connessioni con l’ambiente musicale: riviste, poster, copertine di dischi, scenografie e interni.
Tra tutti i generi musicali, il jazz è quello che più di tutti lo colpì e che lo portò a caratterizzare molte delle sue opere successive, non solo a livello comunicativo ma anche stilistico e di forma, dando a ogni composizione un ritmo dinamico, senza apparenti griglie. Huber scompone le immagini, le taglia e le riadatta, mettendole in equilibrio con il testo e a volte sovrapponendoli, ma mantenendo uno stile coerente e caratteristico.
I seguenti artefatti comunicativi sono la piena espressione di questo stile grafico che ha fatto da filo conduttore per diversi anni nella carriera dell’artista, e cronologicamente ne mostrano l’evoluzione stilistica in rapporto al contesto culturale in continuo cambiamento.

#### Sirenella, 1946
Poster disegnato da Huber nel 1946 per il Sirenella Dancing di Milano, tenutosi al Palazzo di Cristallo. 
L’artefatto si sviluppa su diversi livelli in sovrastampa: sullo sfondo giallo si sovrappongono in trasparenza dei cerchi viola e rossi e la fotografia di un batterista intento a suonare. Questi cerchi colorati evocano graficamente il ritmo e il timbro della batteria, rappresentando una forte suggestione musicale. Vi è inoltre un grande senso del ritmo che traspare dalla composizione, la quale trasmette dinamicità ed energia grazie all’alternanza di direzioni diagonali.
La stessa tipografia non è posta su linee perfettamente ortogonali alla pagina: le due scritte “serenella” seguono un andamento leggermente obliquo, con le singole lettere su livelli disallineati, mentre le altre informazioni sono poste lungo diagonali che seguono la direzione degli elementi grafici. 
Questo, oltre all’espressione estremamente coinvolta del musicista, conferisce un ulteriore senso di dinamismo e vivacità.
La trasparenza è un punto sul quale diverse opere di Huber vanno a costruirsi, ne sono un esempio il manifesto di pubblicizzazione della gara per ciclisti dilettanti coppa La Rinascente-Upim per il CRAL dei grandi magazzini del 1979 e i manifesti per Borsalino del 1949. Inoltre Giovanni Anceschi, nel suo L’ideogramma cinestetico di Max Huber (1982), sottolinea la sonorità delle scelte riguardanti il design di Huber, soprattutto in relazione all’uso del colore secondo l’approccio sperimentale delle avanguardie, che avevano spesso provato ad evidenziare le affinità e le relazioni tra i colori e il suono. 

#### La Rinascente, 1950
Nel 1950, Max Huber ridisegnò il marchio e diversi materiali pubblicitari per i grandi magazzini La Rinascente appena riaperti. Un esempio è la carta da imballaggio che Huber progetta utilizzando una texture visuale: il logotipo  e il nome completo de La Rinascente si alternano secondo una disposizione a spirale, mentre i colori giallo e rosso si alternano in direzione diagonale creando dinamismo nell’intera struttura. Questa combinazione schematica e ripetuta di forme, direzioni e colori rende l'intero design immediatamente ritmico e vivace, creando un’atmosfera musicale simile a quella che uno spettatore potrebbe percepire ascoltando una composizione jazz.
Si può quindi constatare come la libertà nella composizione caratteristica dei lavori di Huber sia spesso facilmente associabile al ritmo, al dinamismo e all’improvvisazione  tipici della musica jazz. Entrambe le arti possono essere viste come simboli di libertà sia dal punto di vista storico che dal punto di vista compositivo: Max Huber individua infatti nel design un possibile mezzo per ripristinare i valori umani, che sembravano essere stati distrutti dalla guerra.
Ogni progetto si allinea quindi all’idea di design presente nella Milano del secondo dopoguerra, che ambiva ad una rinascita democratica; Huber attraverso il suo particolare linguaggio compositivo contribuisce nella creazione di questa nuova concezione di design nella città di Milano durante la “ricostruzione”.

#### Jazztime, 1952
La serie di copertine per la rivista Jazztime, prodotta in collaborazione con Roberto Leydi e Luciano Berio, fu realizzata per promuovere la rinascita della musica nel dopoguerra, in particolare a Milano.
La composizione delle copertine si articola su più piani che vanno ad interagire tra loro attraverso la trasparenza. In ogni edizione il titolo viene posizionato accanto a fotografie in silhouette dei musicisti, sulle quali vengono sovrapposti blocchi frammentari di colori e sagome di strumenti musicali, organizzati su numerose diagonali a contrasto. La stampa è realizzata in due colori con l’aggiunta successiva del nero e l’utilizzo del foglio bianco come quarto colore, che concorre alla realizzazione del quadro generale.
Tutte queste caratteristiche tecniche sono alla base di gran parte del lavoro di Huber: si nota infatti come vi sia una grande somiglianza con la struttura dell’impaginato di altri suoi lavori, soprattutto nei design realizzati per La Rinascente (ad esempio in La Rinascente: Tour Of Milan del 1951).
I design creati per Jazztime raramente adottano un’immagine analogica, con l’esclusione dei ritratti dei musicisti. La musica viene rappresentata attraverso segni e colori e la stretta relazione tra questi due elementi fornisce una traduzione visiva efficace, trasmettendo la sensazione di stare già ascoltando.

#### 500 Miglia di Monza, 1957
Una correlazione tra il design di Max Huber e il Jazz è anche riscontrabile attraverso un’analisi dei suoi artefatti che non riguardano necessariamente la musica. Ne sono un esempio i manifesti realizzati per l’Autodromo di Monza nel 1957.
La grafica suscita nello spettatore un’intensa sensazione di velocità e dinamismo grazie alle bande paraboliche bianche, rosse e verdi (l’uso dei colori ricorda chiaramente il Tricolore italiano) che corrono lungo il circuito e attraversano tutta la diagonale della pagina, enfatizzate dalla tipografia ad angolo.
Le automobili che sfrecciano e il rombo dei motori vengono trasposti in modo visivo attraverso questo dinamismo, dando al manifesto la capacità di produrre effetti sonori nei quali il fruitore si trova coinvolto.
Questo coinvolgimento dello spettatore all’interno dell’opera è caratteristico nelle composizioni jazz, dove il ritmo e soprattutto l’improvvisazione con le conseguenti infinite variazioni aiutano lo spettatore a sentirsi parte dell’armonia che sta ascoltando.
Attraverso l’analisi di queste opere si può constatare come la libertà nella composizione caratteristica dei lavori di Huber sia spesso facilmente associabile al ritmo, al dinamismo e all’improvvisazione tipici della musica jazz. Entrambe le arti possono essere viste come simboli di libertà sia dal punto di vista storico che dal punto di vista compositivo: Max Huber individua infatti nel design un possibile mezzo per ripristinare i valori umani, che sembravano essere stati distrutti dalla guerra. Ogni progetto si allinea quindi all’idea di design presente nella Milano del secondo dopoguerra, che ambiva ad una rinascita democratica; Huber attraverso il suo particolare linguaggio compositivo contribuisce nella creazione di questa nuova concezione di design nella città di Milano durante la “ricostruzione”.

## Opere
- 1945: grafica per Einaudi
- 1947: immagine coordinata per la società Braendli
- 1947: VIII Triennale (T8) (con Ezio Bonini)
- 1948-1949: Borsalino
- 1950: marchio e logotipo per La Rinascente
- XV mostra nazionale della radio (con Carboni)
- 1955: XXI mostra nazionale della radio (con Iliprandi)
- 1958: XXIV mostra nazionale della radio (con Iliprandi)
- 1959: XXV mostra nazionale della radio (con Tovaglia)
- 1961: mostra La pubblicità all'Expo 1961, Torino
- 1964: padiglione Montecatini
- 1964: padiglione RAI (con Iliprandi)

## Riconoscimenti
- Premio Compasso d'oro  nel 1954
- 1954: medaglia d'oro per il lavoro grafico all'VIII Triennale di Milano